# قضاء المفرق
قضاء المفرق قضاء يقع في لواء قصبة المفرق، محافظة المفرق في الأردن. ينتمي القضاء للواء قصبة المفرق الذي يضم 4 أقضية. يقدر عدد سكانه بـ 124479 نسمة حسب إحصاء 2015.

## الوصلات الخارجية
- دائرة الاحصاءات العامة